# YakB-12,7
YakB-12,7 là loại súng nòng xoay bốn nòng có khả năng tác chiến điều khiển từ xa do Phòng thiết kế chế tạo khí cụ thành phố Tula tại Liên Xô phát triển. Việc phát triển súng được tiến hành khi có yêu cầu về một loại súng có tốc độ bắn cao sử dụng loại đạn 12.7×108mm được đưa ra vào ngày 26 tháng 12 năm 1968. Việc thử nghiệm đã được tiến hành từ năm 1969 nhưng đến năm 1976 thì súng mới được đưa vào hoạt động trong biên chế.
Súng được gắn trên các chiếc Mi-24 cũng như trên các phương tiện chuyên chở quân tầm thấp khác cùng, Yak-B có thể gắn trên ụ súng GUV-8700 của các phương tiện cơ giới để chiến đấu.

## Phát triển
Mẫu thử nghiệm năm 1970 có thời gian sử dụng khá ngắn nên súng chuyển sang sử dụng hợp kim cobalt để làm súng cũng như chuyển đổi thuốc súng sử dụng để tăng thời gian sử dụng lên. Đến năm 1971 thì một mẫu mới được đưa vào thử nghiệm nhưng nó có vấn đề trong việc ổn định và khả năng tự động hóa. Đến năm 1972 thì mẫu sử chữa nâng cấp được mang ra thử nghiệm, lần này thì súng đã khắc phục xong các lỗi để vượt qua các cuộc thực nghiệm để tiến hành thử nghiệm cấp nhà nước năm 1973.
Mặc dù hoạt động khá trơn nhưng thiết kế của súng quá phực tạp với việc phải sử dụng động cơ để súng có thể hoạt động. Thiết kế này bị nói là chắc chắn sẽ tiềm ẩn khả năng gây giảm độ tin cậy của sản phẩm cùng một lượng lớn chi tiết sẽ làm súng trở nên khó bảo trì và chế tạo.
Vì thế đến cuối năm 1972 một mẫu sử dụng pít ton được chế tạo thay thế cho mẫu sử dụng động cơ với chỉ 12 bộ phận thay vì 88 như trước đó. Khi bắn một lượng khí nén được trích ra để làm pít ton chuyển động tới lui và chuyển động này sẽ được chuyển thành chuyển động quay để súng hoạt động.
Năm 1973-1974 súng tiếp tục được thử nghiệm và nâng cấp để tăng độ ổn định của pít ton và bắn trong nhiều điều kiện khác nhau.
Súng được thông qua để sử dụng trên các trực thăng Mi-24 vào tháng 3 năm 1976.
Yak-B được mang ra ra thử nghiệm trong chiến tranh Afghanistan nơi súng cho thấy hỏa lực cao của mình với độ chính xác khá tốt trong tầm từ 800 – 1000 m với việc dội mưa đạn xuống mục tiêu. Tuy nhiên súng cũng bộc lộ một nhược điểm là khả năng tản nhiệt của mình ở môi trường chiến đấu tại Afghanistan khiến nó không thể duy trì khả năng bắn lâu.
Sau khi được nghiên cứu lại một mẫu nâng cấp mới được giới thiệu thêm một số nâng cấp để tăng khả năng tản nhiệt để súng bắn lâu hơn mà không cần nghỉ cùng các nâng cấp khác với tên YakBYu-12,7 và nó đã được thông qua năm 1988.
Khoảng hơn 1000 khẩu đã được chế tạo để lắp trên các trực thăng và một lượng lớn trong số đó đã dùng để xuất khẩu.